# Tell Halaf

Mapa starożytnego Bliskiego Wschodu ok. 1000-800 p.n.e. z zaznaczonymi najważniejszymi aramejskimi i nowohetyckimi państewkami

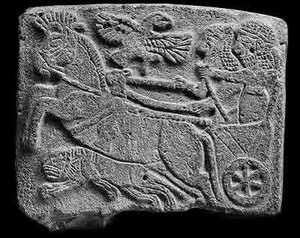
Jeden z ortostatów z Tell Halaf ze sceną polowania

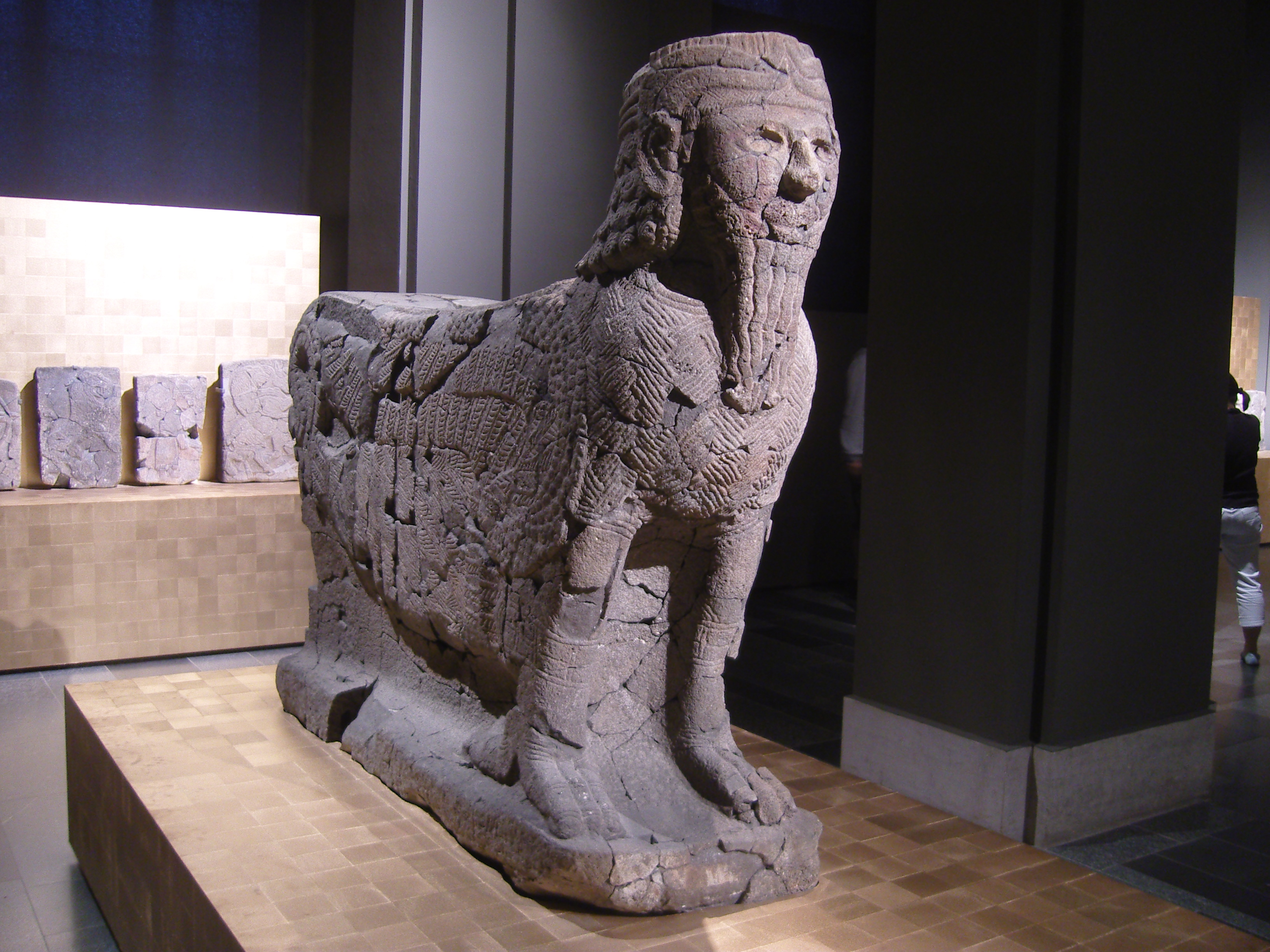
Sfinks - jeden z posągów odnalezionych w Tell Halaf

Tell Halaf (starożytna Guzana, biblijne Gozan) – stanowisko archeologiczne w północno-wschodniej Syrii, tuż przy granicy z Turcją, z dwoma głównymi okresami zasiedlenia – okresem neolitu ceramicznego (VI-V tys. p.n.e.) i epoką żelaza (koniec II tys.-pierwsze wieki I tys. p.n.e.). 

## Wykopaliska
Pierwsze wstępne rozpoznanie stanowiska Tell Halaf przeprowadził w 1899 roku niemiecki archeolog Max von Oppenheim, który następnie kierował tutaj niemieckimi wykopaliskami w okresie od 1911 do 1913 roku, oraz ponownie w 1927 i 1931 roku. W 2006 roku prace archeologiczne na stanowisku rozpoczął zespół niemieckich i syryjskich archeologów pod kierunkiem Lutza Martina (Vorderasiatisches Museum, Berlin), Mirko Nováka (Uniwersytet w Tybindze), Joerga Beckera (Uniwersytet w Halle) i Abd al-Masiha Bagdo (Dyrektorat Starożytności, Hassake).

## Okres neolitu ceramicznego
Odkrycie na stanowisku charakterystycznej, datowanej na VI-V tys. p.n.e. polichromowanej ceramiki, zdobionej motywami geometrycznymi i zwierzęcymi, doprowadziło archeologów do wydzielenia w prehistorii starożytnego Bliskiego Wschodu nowego okresu, zwanego kulturą Halaf, która miała rozwijać się po kulturze Samarra i poprzedzać okres Ubajd. Swym zasięgiem kultura Halaf obejmowała obszar od syryjskiego wybrzeża Morza Śródziemnego aż po północną Mezopotamię.

## Epoka żelaza
W epoce żelaza na stanowisku Tell Halaf istniało duże miasto, którego pozostałości odkryto w warstwach archeologicznych datowanych na XII-VII w. p.n.e. Nad miastem tym dominowała potężna, ufortyfikowana cytadela, na terenie której wzniesiono szereg dużych budowli o charakterze publicznym. Inskrypcje odnalezione na stanowisku, a także i w innych miejscach wskazują, iż miasto to nosiło nazwę Guzana i było stolicą aramejskiego królestwa Bit-Bahiani. Szczyt rozwoju osiągnęło ono za panowania króla Kapary (najprawdopodobniej 2 połowa IX w. p.n.e.), który rezydował we wspaniałym pałacu w północno-zachodniej części miasta. Z inskrypcji wiadomo, iż pałac ten służył też jako świątynia. Wejście do pałacu wiodło przez monumentalną bramę ozdobioną trzema monumentalnymi posągami-kariatydami. Zewnętrzne ściany pałacu wyłożone zostały kamiennymi, rzeźbionymi ortostatami, na których przedstawiono sceny rytualne, sceny polowań, sceny z wojownikami, sceny ze zwierzętami (najczęściej lwami, bykami i gazelami) i sceny z różnymi mitycznymi stworzeniami. O dostatku panującym w Guzanie w tym okresie świadczy duża ilość przedmiotów ze złota, srebra i kości słoniowej odkrytych w ruinach pałacu Kapary.
W 894 r. p.n.e., za panowania Abi-salamu, aramejskiego władcy królestwa Bit-Bahiani, w kierunku Guzany wyruszył ze swą armią asyryjski król Adad-nirari II (911-891 p.n.e.). Zajął on sąsiadujące z Guzaną miasto Sikanu (ob. Tell Feheriye), gdzie Abi-salamu złożył mu trybut. Bit-Bahiani przyłączone zostało do Asyrii za rządów Aszurnasirpala II (883-859 p.n.e.). W imieniu króla asyryjskiego regionem tym zarządzali ze stolicy w Guzanie przedstawiciele miejscowej dynastii, którzy cieszyli się relatywnie dużym stopniem niezależności. Świadczy o tym dwujęzyczna inskrypcja Hadd-jit'i (asyryjski Adad-it'i), jednego z gubernatorów Guzany, odnaleziona w Tell Feheriye. Ojciec Hadd-jit'i, Szamasz-nuri, identyfikowany jest z noszącym to samo imię dostojnikiem, który w 866 r. p.n.e. pełnił asyryjski urząd limmu (eponima). W 808 r. p.n.e. asyryjski król Adad-nirari III (819-783 p.n.e.) dokonać musiał ponownego podboju Guzany. Od tego czasu w asyryjskich listach i kronikach eponimów zaczynają pojawiać się imiona asyryjskich gubernatorów Guzany. Archiwum jednego z nich, Mannu-ki-Aszura, odnaleziono w trakcie wykopalisk w Tell Halaf. Zawierało ono listy wysłane do niego przez króla asyryjskiego i różnych wysokich dostojników. Tzw. Pałac północny, wzniesiony w Guzanie w okresie asyryjskiej dominacji, był najprawdopodobniej rezydencją asyryjskich gubernatorów.
Asyryjscy gubernatorzy Guzany znani z asyryjskich list i kronik eponimów:
- Mannu-ki-Aszur – pełnił urząd limmu w 793 r. p.n.e.[3];
- Bur-Sagale – pełnił urząd limmu w 763 r. p.n.e.[3];
- Bel-Harran-beli-usur – pełnił urząd limmu w 727 r. p.n.e.[3];
- Mutakkil-Aszur – pełnił urząd limmu w 706 r. p.n.e.[3]

## Guzana w Biblii
Guzana identyfikowana jest ze wzmiankowanym w Biblii miastem Gozan, do którego deportowani mieli być Izraelici ze zdobytej Samarii (2 Krl 16,6).

## Późniejsze dzieje
Na stanowisku Tell Halaf odnaleziono tylko nieliczne pozostałości pochodzące z okresów hellenistycznego, rzymskiego i islamskiego.